# Xylacis echthroides
Xylacis echthroides là một loài tò vò trong họ Ichneumonidae.